# Akher Karar
Akher Karar (arabe : آخر قرار) est une émission de télévision tunisienne inspirée d'une émission de jeu conçue par le groupe néerlandais Endemol.
L'émission est diffusée sur Tunisie 7 deux fois par semaine (dimanche et jeudi en prime time) entre 2003 et 2005. Elle est créée et animée par Sami Fehri et produite par Cactus production.